# Světlý týden
Světlý týden je liturgické období v řeckokatolické a pravoslavné církvi, které trvá od Neděle Paschy (Nedele vzkříšení) do Světlé soboty. Tento týden má své specifické bohoslužebné předpisy, všechny bohoslužby slova se slouží podobně jako v neděli Paschy. Všechny bohoslužby se slouží v úplných kněžských rouších bílé barvy, dokonce i pohřeb, pokud připadne na tento týden. Carské dveře (královské dveře) i jáhenské dveře ikonostasu jsou celý týden otevřené, vynechává se čtení z knihy žalmů v bohoslužbě. Během všech bohoslužeb Světlého týdne by se mělo stát (výjimkou může být kázání). Mnohé části v liturgii svatého Jana Zlatoústého se nahrazují zpěvem TROPAR Paschy Kristus slavně vstal z mrtvých ... Pokud připadne na Světlý týden pohřeb, mnohé zpěvy se nahrazují paschálními (velikonočními) hymnami.
Všechny bohoslužby Světlého týdne (s výjimkou božské liturgie) mají svou specifickou strukturu, ve které dominují radostné Paschální zpěvy, zatímco Kniha žalmů je redukována na minimum.
V řeckokatolické církvi na Slovensku je celý týden bezpostní, v některých východních církvích je bezpostní období dokonce až do středy před Nanebevstoupením Páně.